# Scopula saltuata
Scopula saltuata là một loài bướm đêm trong họ Geometridae.